# 澳廣視午間新聞
《午間新聞》（英語：Noon News）是澳門廣播電視股份有限公司新聞及資訊部製作的新聞資訊節目，每日下午1時30分至下午2時於澳視澳門、澳門資訊及澳門綜藝首播。

## 節目歷史
- 1995年起，早期節目於13時15分播出，時間長10至12分鐘，1999年6月起才改為13時30分播出。
- 2007年4月23日，節目更換片頭和包裝。
- 2009年起，節目再度更換片頭和包裝。
- 2011年6月1日，節目更換片頭和包裝。
- 2012年4月2日，改於澳廣視全新新聞直播室播出。[1]
- 2012年8月，為因應澳門資訊頻道即將啟播，節目延長至30分鐘。
- 2017年11月13日，澳視新聞節目於澳廣視新聞Facebook專頁開始同步直播[2]。
- 2020年7月，為配合新聞演播室翻新和裝修，所有中文新聞節目包括澳視新聞採用固定幕牆作為佈景設計。[3]
- 2021年1月13日，新聞演播室經翻新和裝修後重新啟用，並更換節目包裝。[4]
- 2022年10月17日，節目更換包裝，以澳門旅遊塔周邊為背景。
- 2024年5月13日，澳廣視電視啟播40周年，節目更換包裝，開場以澳門半島南岸天際線為背景，演播室LED幕牆改為十字門水道東西兩岸作背景[5]。
- 2025年5月13日，澳廣視電視啟播41周年，因澳門綜藝頻道每日10:00至16:00節目與澳視澳門同步，新增於該頻道播出；另外配合澳門-MACAU頻道改版和落地葡語國家，取消13:30-14:00（首播）及15:30-16:00（重播）[6]。

## 播放時間
| 日子 | 時間        | 播出頻道                     | 備註 |
| ---- | ----------- | ---------------------------- | ---- |
| 每日 | 13:30-14:00 | 澳視澳門、澳門資訊、澳門綜藝 |      |

## 設有環節
13:30-13:41 第一節新聞
13:46-13:57 第二節新聞 (包括體育消息、於逢港股交易日提供即時財經消息及簡報當天下午天氣預測)

## 即時手語傳譯及特殊安排
在節目開播至今不設手語傳譯。但在2018年起發出當氣象局預告發出八號風球、發出八號或以上風球期間特別提供即時手語傳譯。另外，在2021年8月上旬、9月25日至27日、10月5日及2022年6月19日起因應澳門疫情確診個案帶有變種病毒流入社區，節目提供即時手語傳譯。

### 特殊情況提供即時手語傳譯
2018年9月16日 颱風山竹 (十號風球生效期間) 

2019年7月31日 熱帶風暴韋帕 (氣象局預告改發八號東北風球) 

2020年10月13日 熱帶風暴浪卡 (八號東北風球生效期間) 

2021年10月9日 熱帶風暴獅子山 (八號東南風球生效期間) 

2021年10月13日 颱風圓規 (八號東北風球生效期間)

2023年7月17日 強烈熱帶風暴泰利 (八號東南風球生效期間)

2023年9月2日 超強颱風蘇拉 (八號東南風球生效期間) 

### 特殊安排
如澳門-MACAU直播澳門國際龍舟賽或澳門格蘭披治大賽車節目，則取消直播或重播本節目的安排。
2020年2月4日，澳門確診首宗2019冠狀病毒病本地確診個案，行政長官賀一誠於當日下午1時召開緊急記者會公佈澳門本地應變和防疫措施，期間記者會直播至下午2時23分結束。午間新聞臨時於下午2時25分播放國歌和報時信號後隨即播出至下午2時57分結束。
2021年8月4日，澳門發現四宗2019冠狀病毒病確診已流入社區的變種病毒個案，行政長官賀一誠於當天下午1時召開緊急記者會公佈澳門本地應變和防疫措施，期間記者會直播至下午2時25分結束。午間新聞臨時於下午2時25分播放政府宣傳片、國歌和報時信號後於下午2時29分播出至下午2時57分結束，並提供即時手語傳譯。

## 外部連結
- 澳廣視新聞主頁 （页面存档备份，存于）
- 澳廣視新聞facebook專頁 （页面存档备份，存于）